# Centropolis Entertainment
Centropolis Entertainment – amerykańsko-niemieckie przedsiębiorstwo mediowe, zajmujące się produkcją filmów, od 2001 było spółką zależną Das Werk AG.

## Historia
Przedsiębiorstwo zostało założone 26 lipca 1985 jako Centropolis Film Productions przez Rolanda Emmericha i Deana Devlina.
W 1996 Emmerich uruchomił Centropolis Effects, studio efektów specjalnych, które zostało zamknięte w 2001.
W 1997 Centropolis uruchomiło oddział telewizyjny Centropolis Television. Pierwszą produkcją Centropolis Television był Przybysz, serial science-fiction Fox.
W 1998 Centropolis podpisał umowę z Sony Pictures Entertainment.
W 2001 Dean Devlin opuścił Centropolis Entertainment, po czym założył firmę produkcyjną Electric Entertainment. Electric odziedziczyła i zakończyła pracę nad takimi filmami, jak m.in. Atak pająków.

## Lista produkcji studia

### Film

#### Jako Centropolis Film Productions
- Joey (1985)
- Polowanie na duchy (Hollywood-Monster) (1987)
- Księżyc 44 (Moon 44) (1990)
- Uniwersalny żołnierz (Universal Soldier) (1992)
- Podniebna krucjata (The High Crusade) (1994)
- Gwiezdne wrota (Stargate) (1994)

#### Jako Centropolis Entertainment
- Dzień Niepodległości (Independence Day) (1996)
- Godzilla (1998)
- Trzynaste piętro (Thirteenth Floor) (1999)
- Patriota (The Patriot) (2000)
- Pojutrze (The Day After Tomorrow) (2004)
- Handel (Trade) (2007)
- 10 000 BC: Prehistoryczna legenda (10,000 BC) (2008)
- Anonimus (Anonymous) (2011)
- Świat w płomieniach (White House Down) (2013)
- Dzień Niepodległości: Odrodzenie (Independence Day: Resurgence) (2016)
- Midway (2019)

#### Jako Centropolis
- 2012 (2009)
- Stonewall (2015)

### Telewizja
Wszystkie seriale zostały wyprodukowane pod szyldem Centropolis Television.
- Przybysz (The Visitor) (1997–1998)
- Godzilla (1998–2000)